# FEN1
La endonucleasa Flap 1 es una enzima codificada en humanos por el gen fen1.
La proteína FEN1 se encarga de eliminar los extremos 5' durante la reparación del ADN y de procesar los extremos 5' de los fragmentos de Okazaki durante el proceso de replicación del ADN. Esta proteína interacciona directamente con la endonucleasa AP1 durante el proceso de escisión, permitiendo que el proceso de carga de las proteínas en el sustrato sea coordinado, de forma que el sustrato en cuestión se traspase de una enzima a la siguiente correctamente. FEN1 pertenece a la familia de endonucleasas XPG/RAD2 y es una de las diez proteínas esenciales para la replicación del ADN. Estructuras secundarias del ADN pueden inhibir el procesamiento de FEN1 en determinadas repeticiones de trinucleótidos, de un modo dependiente de la longitud de la hebra, ocultando el extremo 5' que es necesario tanto para la unión como para la escisión. Por ello, la estructura secundaria del ADN puede determinar la función protectora de esta proteína, produciéndose expansiones específicas de trinucleótidos.

## Interacciones
La proteína FEN1 ha demostrado ser capaz de interaccionar con:
- Cdk2[3]
- EP300[4]
- Helicasa dependiente de ATP del síndrome de Werner[5][6]
- HNRPA1[7]
- Ciclina A2[3]
- PCNA[3][4][8][9][10][11][12]
- Proteína del síndrome de Bloom[5]
- APEX1[11]